# 東馬薩皮夸 (紐約州)
東馬薩皮夸（英語：East Massapequa）是位於美國紐約州拿騷縣的普查規定居民點。

## 人口
根據2020年美國人口普查的數據，東馬薩皮夸的面積為9.15平方千米，當中陸地面積為8.75平方千米，而水域面積為0.40平方千米。當地共有人口19854人，而人口密度為每平方千米2,169.84人。